# سیارک ۹۶۹۵
سیارک ۹۶۹۵ (به انگلیسی: 9695 Johnheise، نامگذاری:6583P-L) نه هزار و ششصد و نود و پنجمین سیارک کشف شده‌است که در ۲۴ سپتامبر ۱۹۶۰ کشف شد.
قدر مطلق سیارک برابر ۱۴٫۷۰ است.